# Minihippus darwini
Minihippus darwini är en insektsart som beskrevs av Nicholas David Jago 1996. Minihippus darwini ingår i släktet Minihippus och familjen gräshoppor. Inga underarter finns listade i Catalogue of Life.